# Podił (obwód czernihowski)
Podił (ukr. Поділ) – wieś na Ukrainie, w obwodzie czernihowskim, w pryłuckim, w hromadzie Sribne. W 2001 liczyła 802 mieszkańców, spośród których 791 wskazało jako ojczysty język ukraiński, a 11 rosyjski.